# کت‌شلوار و کراوات
 کت‌شلوار و کراوات (به انگلیسی: Suit & Tie)، یک ترانه در سبک آراندبی است که توسط جاستین تیمبرلیک و جی-زی اجرا شده و در سال ۲۰۱۳ منتشر شد.  کت‌شلوار و کراوات یکی از قطعه‌های آلبوم موسیقی تجربه ۲۰/۲۰ است که سومین آلبوم استودیویی تیمبرلیک به‌شمار می‌رود. این ترانه برای نخستین بار در ۱۳ ژانویه در یوتیوب منتشر شد. یک روز بعد، آرسی‌ای رکوردز این قطعه را به عنوان تک‌آهنگ اصلی آلبوم منتشر کرد.  کت‌شلوار و کراوات، نخستین ترانه تیمبرلیک بود که بعد از شش سال دوری او از دنیای موسیقی منتشر شد. تا سال ۲۰۱۸، بیش از سه میلیون نسخه از این ترانه به فروش رفت. واکنش‌ها به این ترانه، عموماً مثبت ارزیابی شد.
دیوید فینچر موزیک ویدئوی این ترانه را کارگردانی کرد که در ۲۵ ژانویه ۲۰۱۳ منتشر شد. او و تیمبرلیک، پیش از این در فیلم سینمایی شبکهٔ اجتماعی (۲۰۱۰) با یکدیگر همکاری کرده بودند. موزیک ویدئوی  کت‌شلوار و کراوات در پنجاه و پنجمین مراسم جایزه گرمی موفق به کسب جایزه گرمی بهترین موزیک‌ویدئوی سال شد.